# Alexander City
Alexander City é uma cidade localizada no estado americano do Alabama, no Condado de Tallapoosa.

## Demografia
Segundo o censo americano de 2000, a sua população era de 15 008 habitantes. 
Em 2006, foi estimada uma população de 15 085, um aumento de 77 (0.5%).

## Geografia
De acordo com o United States Census Bureau, a localidade tem uma área de 100,9 km², dos quais 100,5 km² cobertos por terra e 0,4 km² cobertos por água. Alexander City localiza-se a aproximadamente 196 m  acima do nível do mar.

## Localidades na vizinhança
O diagrama seguinte representa as localidades num raio de 32 km ao redor de Alexander City. 